# آلبرت پارسامیان
آلبرت سورنی پارسامیان (ارمنی: Ալբերտ Սուրենի Պարսամյան؛ زاده ۷ مارس ۱۹۳۵ - درگذشته ۲۶ دسامبر ۱۹۹۵) نقاش اهل ارمنستان بود.

## زندگی‌نامه
وی در ۷ مارس ۱۹۳۵ در ایروان در به دنیا آمد و از انستیتو دولتی هنری و نمایشی ایروان (۱۹۵۹) فارغ‌التحصیل گشت. وی همچنین برنده جوایزی همچون نقاش شایسته ارمنستان شوروی (۱۹۸۳) شد. وی در ۲۶ دسامبر ۱۹۹۵ در سن ۶۰ سالگی در بیوراکان درگذشت.